# François Lebel
Pour les personnes ayant le même patronyme, voir Lebel.
François Lebel, né le 15 octobre 1943 à Paris 10e (Seine) et mort le 22 août 2024 à Paris 9e, est un homme politique français,.

## Biographie
Fils de Jean-Edmond Lebel, ingénieur-conseil, et de Martine Viala, il est élu conseiller de Paris en 1977. Il est élu maire du 8e arrondissement de Paris en 1983, date d'instauration des conseils d’arrondissements dans la capitale française, jusqu'aux élections municipales de 2014.
Lors des élections municipales françaises de 2008, il est candidat à la mairie du 8e arrondissement en tant que tête de liste mais sur une liste dissidente de l'UMP composée de membres de l'UMP, du Nouveau Centre, de la société civile et soutenue par le CNI, face à celle menée par Pierre Lellouche, candidat officiellement investi par l'UMP. Il reçoit néanmoins le soutien de trois parlementaires UMP (Claude Goasguen, Bernard Debré et Philippe Dominati). Arrivé en tête au premier tour (avec 35,51 % des suffrages exprimés), François Lebel est réélu au second tour avec 48,55 % des voix face à Pierre Lellouche (31,82 %) et à la candidate socialiste Heidi Rancon-Cavenel (19,63 %). Auparavant, il avait systématiquement été élu maire sans jamais figurer en tant que tête de liste. 
Il fait partie du groupe UMPPA (Union pour une Majorité de Progrès à Paris et Apparentés) au Conseil de Paris. En décembre 2008, il est élu vice-président de la Fédération de Paris du CNI. Le 24 octobre 2009, il est coopté au comité directeur, puis élu, le 20 février 2010, vice-président de ce parti de droite.
Le 2 février 2008, en qualité de maire du 8e arrondissement, il marie civilement le président de la République française Nicolas Sarkozy et Carla Bruni au palais de l'Élysée. Il est le second maire du 8e arrondissement à célébrer un mariage civil à l'Élysée, après Gaston Drucker, qui a uni en 1931 le président Gaston Doumergue et sa compagne Jeanne Graves.
Le 3 octobre 2012, il suscite une polémique après la publication, au sein du bulletin d'information de son arrondissement, d'un article défavorable à l'élargissement du mariage aux couples homosexuels, élargissement qui pourrait selon lui conduire à lever le tabou concernant la légalisation de l'inceste ou de la polygamie. Ses propos sont largement condamnés par la classe politique.
À l'occasion du congrès de l'Union pour un mouvement populaire de 2012, il soutient la candidature de Jean-François Copé.
François-Edmond Lebel meurt le 22 août 2024 dans le 9e arrondissement de Paris à l'âge de 80 ans.

### Vie privée
Il se marie le 29 avril 1976 avec Nathalie Boscher et a deux enfants : Anne-Charlotte et Clément.